# میرزا حسنعلی نصیرالملک شیرازی
میرزا حسن‌علی ملقب به نصیرالملک، یکی از بزرگان سلسله قاجار بود. مسجد نصیرالملک شیراز، با هزینهٔ شخصی نصیرالملک در سال‌های ۱۲۹۳ تا ۱۳۰۵ قمری ساخته‌شد.
از خانواده مشهور قوام شیرازی و از اعیان و حاکم شیراز و فارس در عهد سلطنت ناصرالدین شاه قاجار بود.
نصیرالملک صاحب املاک فراوانی از جمله قسمتی عمده از شهرک سعدی در شیراز، مزرعه‌ای بزرگ در سیاخ دارنگون در اطراف شیراز، چندین روستا در شهرستان بیضا، و چند روستا در اطراف فسا و سروستان بوده است که درآمد جمله املاک خود را وقف امور خیر نموده است.
همینک آقای محمود قوام از نوادگان دختری وی تولیت موقوفه نصیرالملک را بر عهده داشته و مطابق با وقفنامه، درآمد املاک این موقوفه را صرف امور خیر می‌نماید.
حسنعلی خان نصیرالملک در طول ۷۲ سال حیات خود (۱۲۷۳–۱۲۰۱ خورشیدی یا۱۳۱۱ –۱۲۳۷ هـ. ق) به مقامهای مختلف منصوب یا معزول گشته و آنچه مسلم است وی در اداره امور دیوانی بسیار مستعد بوده حاج حسنعلی خان نصیرالملک در سال ۱۳۱۱ هجری قمری در اثر بیماری استسقاء در شیراز فوت می‌کند و لقب نصیرالملکی به داماد او ابوالقاسم خان خواهرزاده وی می‌رسد.

## نکاتی از زندگی حاج میرزا حسنعلی نصیرالملک
حسنعلی‌خان نصیرالملک
پسر سیم حاجی قوام‌الملک است، قدوة اعیان زمان، اسوة بزرگان دوران حاجی‌نصیرالملک میرزا حسن‌علی‌خان در سال ۱۲۳۷ در شیراز متولد گشته، در مبادی عمر کمالات لایقه و محاسبات دفتری و خط تحریری و سیاق بیاموخت. از مبادی عمر تا کنون خانه‌نشین نگشته، تمام اوقات به ایالت و حکمرانی نواحی فارس برقرار بوده و هست و…
اگر از ایالت لارستان منعزل شده به حکومت کوه‌گیلویه سرافراز بوده و اگر از کوه‌گیلویه صرف‌نظر می‌نمود به حکمرانی بنادر و سواحل دریای فارس برقرار شده و تاکنون اولاد ذکوری برای او نیست و از مآثر او مسجد حاجی نصیرالملک است.
نواب نصرت الدوله پس از ورود به شیراز در سال ۱۲۸۶ حق حکومت بوشهر و مضافات و دشتستان را به میرزا حسن‌علی‌خان داد و لقب دریابیگلی به او داد.
- سال ۱۲۸۶ هـ. ق … و ایالت لار و حکومت بوشهر و دشتی و دشتستان کمافی‌السابق با میرزا حسن‌علی‌خان نصیرالملک عنایت نمودند. دیگر آنکه مقرب الخاقان نصیرالملک را به حکومت لار و سبعه منصوب فرمودند. ربیع‌الاول سال ۱۲۹۱.
- توسط حاجی معتمدالدوله فرهاد میرزا والی فارس حکومت لارستان و نواحی سبعه و بندرعباس را به میرزا حسنعلی‌خان نصیرالملک واگذار کردند. جمادی‌الاول سال ۱۲۹۴.
- حکومت بندرعباس و لنگه را به مقرالخاقان نصیرالملک داده‌اند. ربیع‌الثانی سال ۱۲۹۵.
- دیگر آنکه گمرک شیراز و بوشهر را مقرب الخاقان نصیرالملک برضد مقرب الخاقان قوام الملک در شصت و سه هزار تومان اجاره کرده جمادی‌الاول سال ۱۲۹۵.
- دیگر آنکه حکومت بندرلنگه و بندرعباس با خود نصیرالملک است جمادی‌الاول سال ۱۲۹۶.
- دیگر آنکه احکامی که بجهت هر جا برقرار شده بدین تفصیل است. مقرب الخاقان حاجی نصیرالملک، بهبهان و بندرلنگه و بندرعباس،...
- دیگر آنکه حکومت بهبهان و بندر بوشهر و دشتی و دشتستان و مضافات با مقرب‌الخاقان حاجی نصیرالملک واگذار شده است. رجب سال ۱۲۹۹.
- دیگر آنکه از قرار تلگراف حکومت بوشهر و دشتی و دشتستان و خشت و کمارج و کازرون با حاجی نصیرالملک شده رجب ۱۳۰۳.
- دیگر آنکه داراب و بهارلو و بهبان و بوشهر و کازرون را به حاجی نصیرالملک داده‌اند… رجب ۱۳۰۴.
- دیگر آنکه جناب حاجی نصیرالملک در کمال استقلال پیشگار است و مشغول کارهای حکومتی رجب ۱۳۰۵
- دیگر آنکه میانه حاجی نصیرالملک و قوام‌الملک (محمدرضا خان قوام الملک سوم) کدورت باطنی بود، اکنون برملا و ظاهر شده از هم بد می‌گویند و در صدد شکست کار یکدیگر می‌باشند.
- دیگر آنکه سرکار والا احتشام الدوله تمام کارهای ولایتی را به اختیار حاجی نصیرالملک قرار داده بدون مشورت مشارٌ‌الیه کاری نمی‌کنند. رمضان ۱۳۰۵.
- دیگر آنکه این چند روز حاجی نصیرالملک به‌طور جد و جهد می‌خواهد برود طهران و هر چه نواب مستطاب والا معتمد الدوله امر درنرفتن می‌کنند قبول نمی‌نمایند و جهت رفتن طهران ایشان محض ادعای طلبی است که از حاجی نصراله خان قشقایی دارند، اولیای دولت و حکومت شیراز مانع از این کار هستند، استعفای از پیشکاری فارس کرده می‌خواهد برود طهران. ربیع‌الاول سال ۱۳۰۹.
- دیگر آنکه فسا و کازرون و ممسنی را به حاجی نصیرالملک با پیشکاری داده‌اند. محرم ۱۳۱۱
- دیگر آنکه حاجی نصیرالملک ناخوشی استسقاء دارد قریب یکماه است دیگر به دفتر نمی‌آید، اطباء از او مأیوس شده‌اند، از این جهت عیال قوام الملک که دختر معزه‌الیه است از دلگشا که نقل مکان کرده بود که برود طهران مجدداً به شهر آمده است ولی حکم است که تا روز بیست و چهارم برود به طهران ربیع‌الاول ۱۳۱۱.
- دیگر آنکه لقب نصیرالملکی را به ابوالقاسم خان همشیره زاده مرحوم نصیر الملک و داماد او داده‌اند و جمیع ابواب جمعی‌های نصیرالملک مرحوم را واگذار به ابوالقاسم خان کرده‌اند حتی ریاست دفتر را. ربیع‌الاول سال ۱۳۱۱.
- دیگر آنکه اعلیحضرت همایونی از مالیه مرحوم نصیرالملک از ورثه آن مرحوم سی‌هزار تومان گرفتند. سه دختر دارد و سه داماد که یکی از دامادها قوام الملک است نفری ده هزار تومان دادند.